# Maties Serracant i Camps
Maties Serracant i Camps (Sabadell, 4 de septiembre de 1976) es un geógrafo y político español. Desde el 25 de julio de 2017 hasta 2019 fue alcalde de Sabadell.

## Biografía
Licenciado en Geografía, ha ejercido de consultor en temas de territorio y movilidad. Desde 1993, ha participado activamente en ADENC y en la Campaña Contra el Cuarto Cinturón. Profesionalmente se ha dedicado a apoyar a la administración local y nacional en la planificación ambiental y de la movilidad. Es una de las tres almas del colectivo (Sa)badall, que promueve el arte geográfico para repensar la ciudad en tiempo de crisis.
En las elecciones municipales de 2011 fue en décimo lugar de la lista de la Entesa per Sabadell, sin llegar a obtener escaño. En noviembre de 2013 se incorporó como concejal en el Ayuntamiento de Sabadell por la Entesa per Sabadell, en sustitución de Juli Moltó. Fue el cabeza de lista de la coalición Crida per Sabadell en las elecciones municipales de 2015, la cuarta lista más votada, con 4 concejales.
El 1 de junio de 2016 renunció a sus cargos de gobierno cuando un juez le comunicó que sería investigado en relación con una denuncia por presunto tráfico de influencias interpuesta por el regidor del PSC local Josep Ayuso y una funcionaria del Ayuntamiento. Serracant había autorizado la cesión del edificio annexo de Cal Balsach a un grupo de entidades vecinales, hecho que según los denunciantes comportaba varias irregularidades. La cesión ya había sido aprobada previamente por el Pleno municipal cuando Ayuso era miembro del gobierno municipal del PSC.
A finales de diciembre del mismo año, Serracant anunció que se reincorporaba a su función de teniente de alcalde de Territorio y Sostenibilidad, a pesar de no haber declarado todavía ante el juez. El político consideraba que la denuncia había formado parte de una «trampa política» y su partido decidió en asamblea la reincorporación del político al gobierno municipal. Pocos meses después, el mayo de 2017, el PSC anunció que se retiraba del proceso judicial y que no se presentaría como acusación particular.
El junio de 2017 se anunció que era el candidato de consenso para hacer el relevo a la Alcaldía de Sabadell. El 25 de julio de 2017 tomó el relevo en la Alcaldía de Sabadell.
En enero de 2019 fue citado a declarar en relación con el referéndum de independencia de 2017.
Cabeza de lista de la Crida per Sabadell de cara a las elecciones municipales de 2019 en Sabadell, la candidatura obtuvo 3 concejales.